# Zé Cupido
José Idelmiro Cupido, conhecido também por Zé Cupido, (Quiririm, 18 de dezembro de 1931 - Jacareí, 28 de julho de 2013) foi um famoso acordeonista, violonista, bandolinista, cavaquista, baterista e ritmista brasileiro.
Deficiente visual desde os sete dias de vida, Zé Cupido começou a se envolver com a música aos dois anos de idade, quando ganhou uma gaita. Aos nove, em 1940, 1941, sua mãe ganhou em uma rifa um acordeon e deu o instrumento de presente a Zé Cupido. Ele aprendeu a tocar sozinho.
Na década de 1950 iniciou a carreira profissional nas rádios, onde se apresentava nos programas musicais. Morou em Taubaté e Jacareí, ambas cidades do Estado de São Paulo. Conheceu e tornou-se parceiro musical de cantores famosos como Luiz Gonzaga, a dupla Tonico e Tinoco, Teixeirinha e Inezita Barroso.
Gravou vários discos e cds, sempre voltado às canções sertanejas, caipiras e forró. Além disso, é um dos nomes citados na Enciclopédia da Música Brasileira, editado pela Publifolha, por meio da Art Editora.